# Borrby (Vormsi)
Borrby (Duits: Borbi, Borrbe in het Estland-Zweeds) is een plaats in de Estlandse gemeente Vormsi, provincie Läänemaa. De plaats heeft de status van dorp (Estisch: küla).
By is een Zweeds woord voor ‘dorp’, maar waar het eerste deel van de naam vandaan komt, is onduidelijk. Het zou borg (‘fort’) kunnen zijn. Dat het dorp een Zweedse naam heeft, komt doordat tot in 1944 voornamelijk Estlandzweden op het eiland Vormsi woonden. In dat jaar vluchtte vrijwel de hele bevolking voor het oprukkende Rode Leger over de Oostzee naar Zweden.

## Bevolking
De ontwikkeling van het aantal inwoners blijkt uit het volgende staatje:
| Jaar            | 2011 | 2017 | 2019 | 2021 |
| --------------- | ---- | ---- | ---- | ---- |
| Aantal inwoners | 4    | 22   | 18   | 14   |

## Ligging
Borrby ligt aan de baai Borrby laht aan de noordkust van het eiland Vormsi. Bij het dorp horen het schiereiland Borrby neem, dat vroeger onder de naam Borrby holm een apart eiland was, en de langgerekte kaap Östergrynne (ook wel Austurgrunne, in het Duits Kerslet naar het buurdorp Kersleti). Het is de noordelijkste punt van het eiland. 
Op de grens tussen de dorpen Kersleti en Borrby ligt het Kersleti järv, een meer ter grootte van 18,9 ha. Het meer is niet toegankelijk voor het publiek.
Bij Borrby ligt de grootste zwerfsteen van het eiland, Smen (‘smid’; de steen heeft de vorm van een aambeeld). De afmetingen zijn  9,5 x 6,5 x 4,3 meter; de omtrek is 23,9 meter.

## Geschiedenis
Borrby werd achtereenvolgens genoemd onder de namen Borchbue (1526), Boorby (1565), Borby (1590) en Borgby (1598). Tussen 1977 en 1997 heette het dorp officieel Borbi. Het viel tot 1919 onder het landgoed Magnushof (Suuremõisa). Bij het dorp liggen nog resten van een kapel.

## Foto's

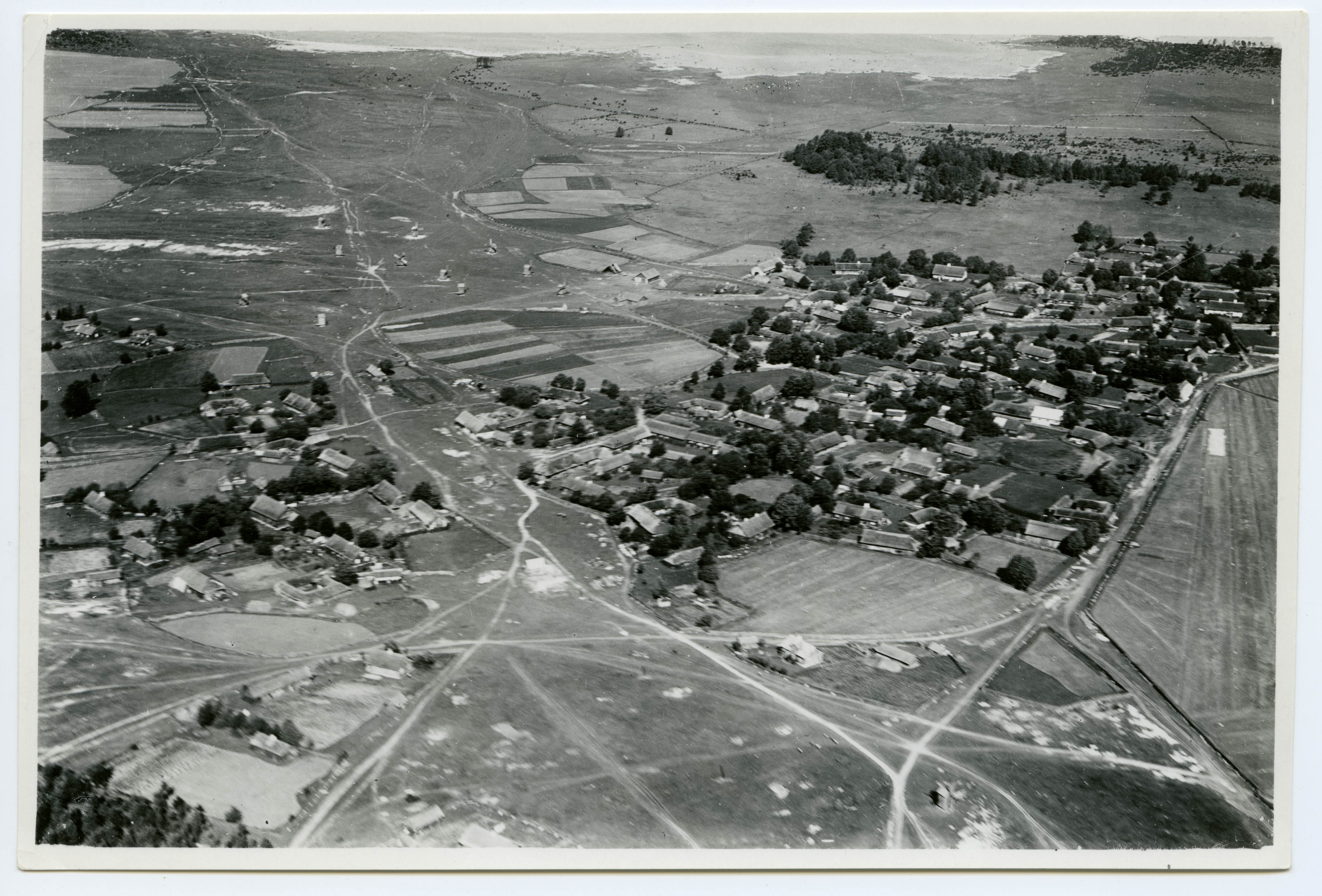
Luchtfoto uit 1934
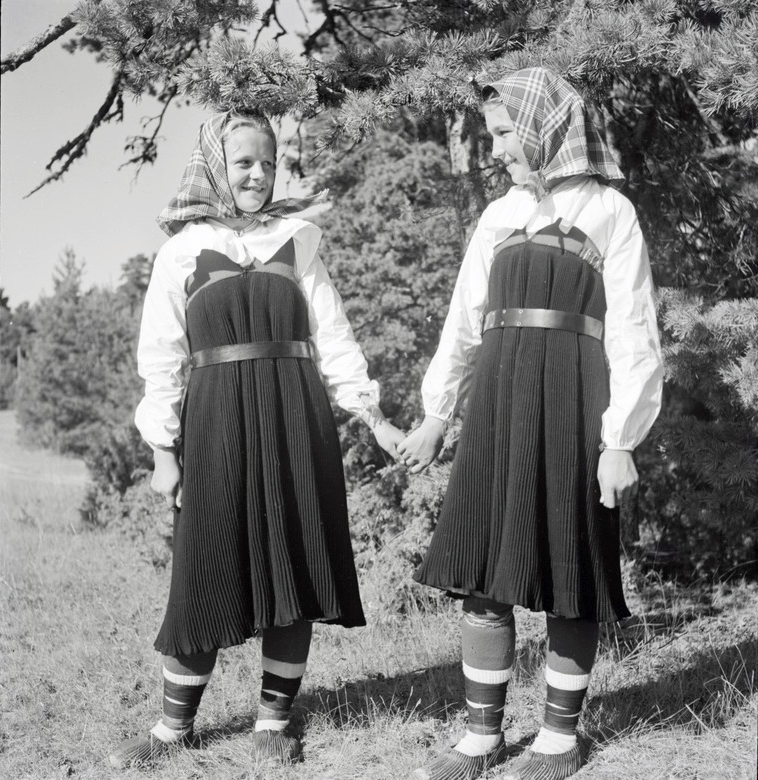
Meisjes van Borrby anno 1940
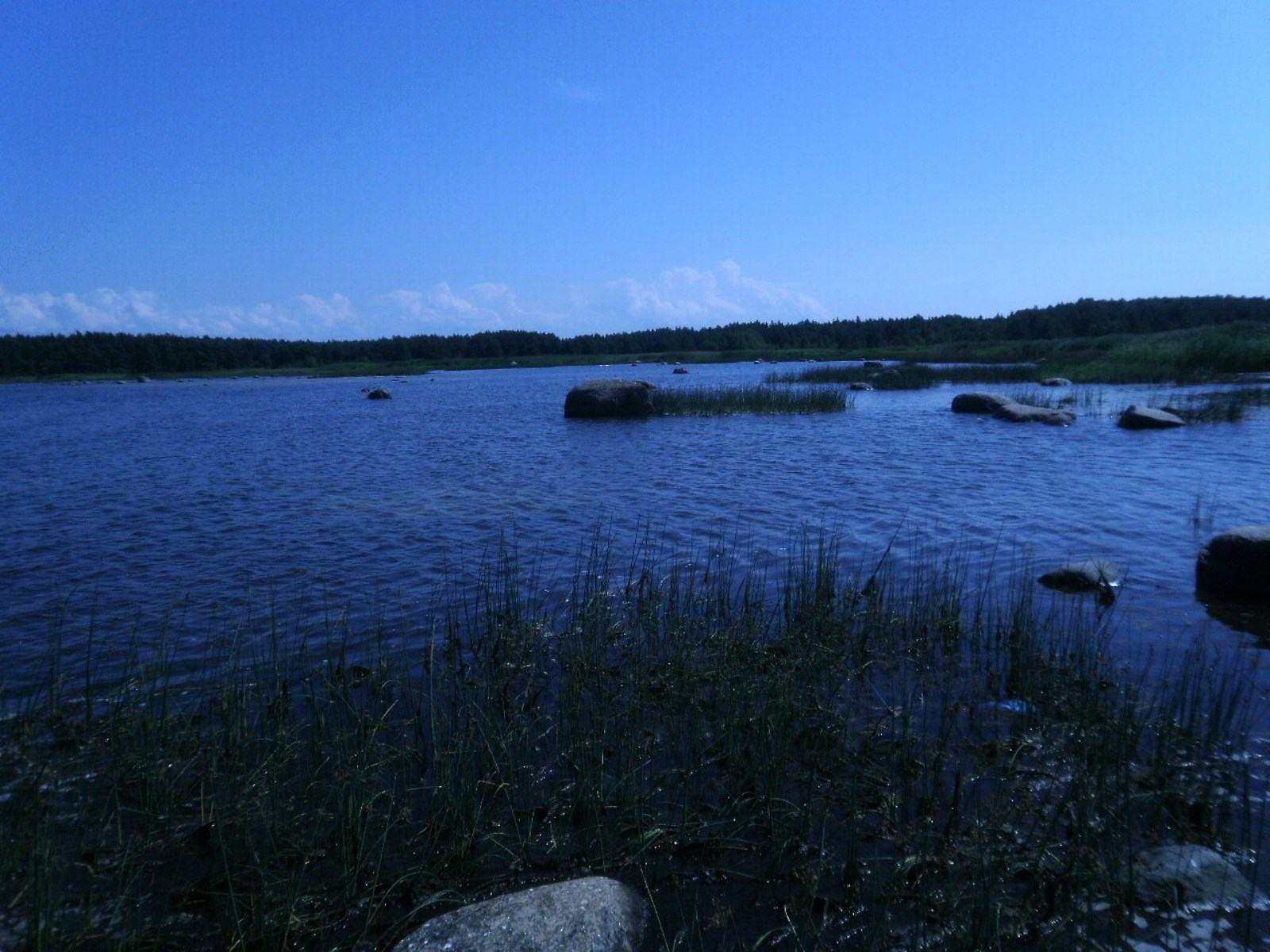
De kust van Borrby
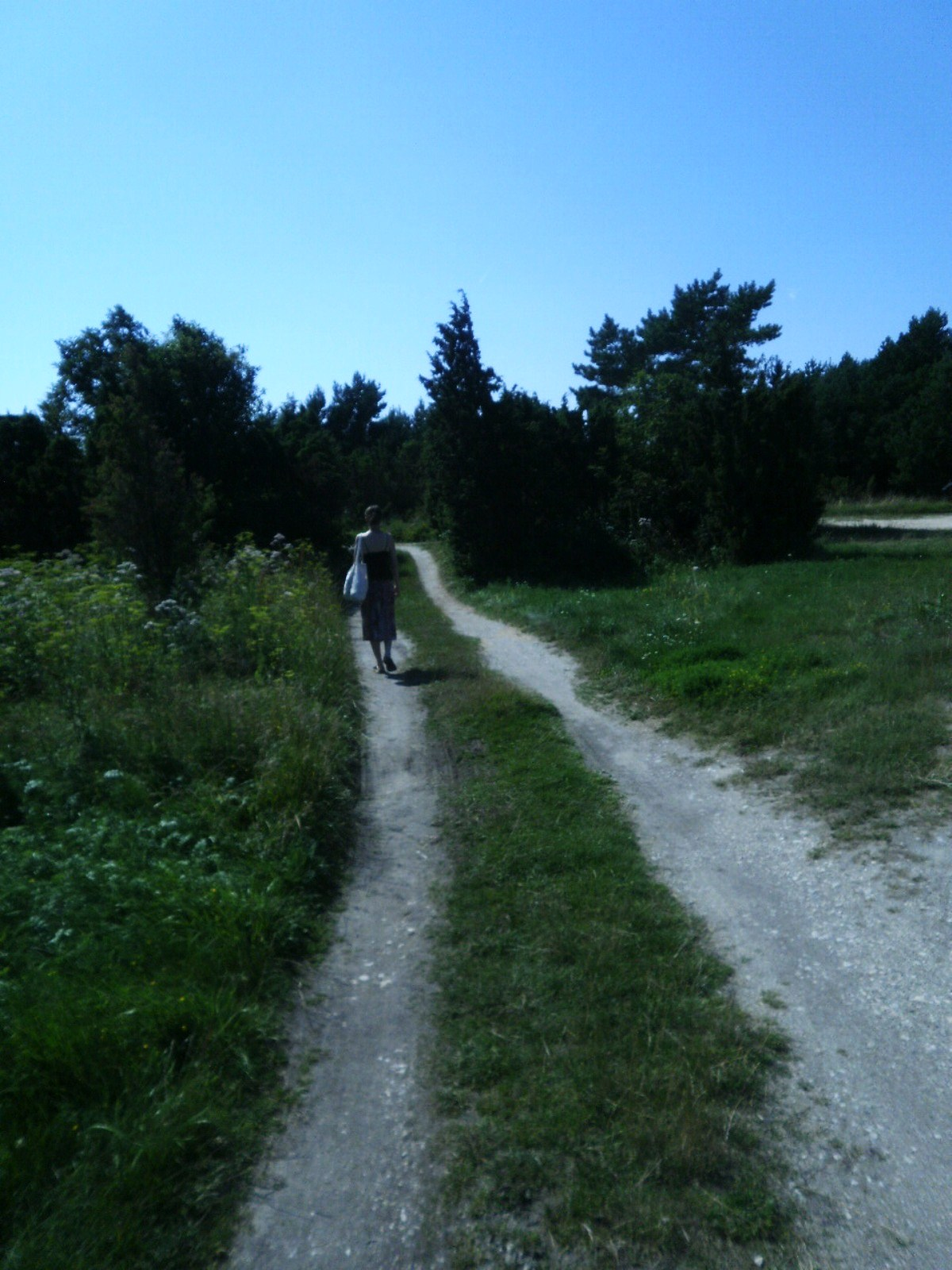
Pad naar de kust